# London Library

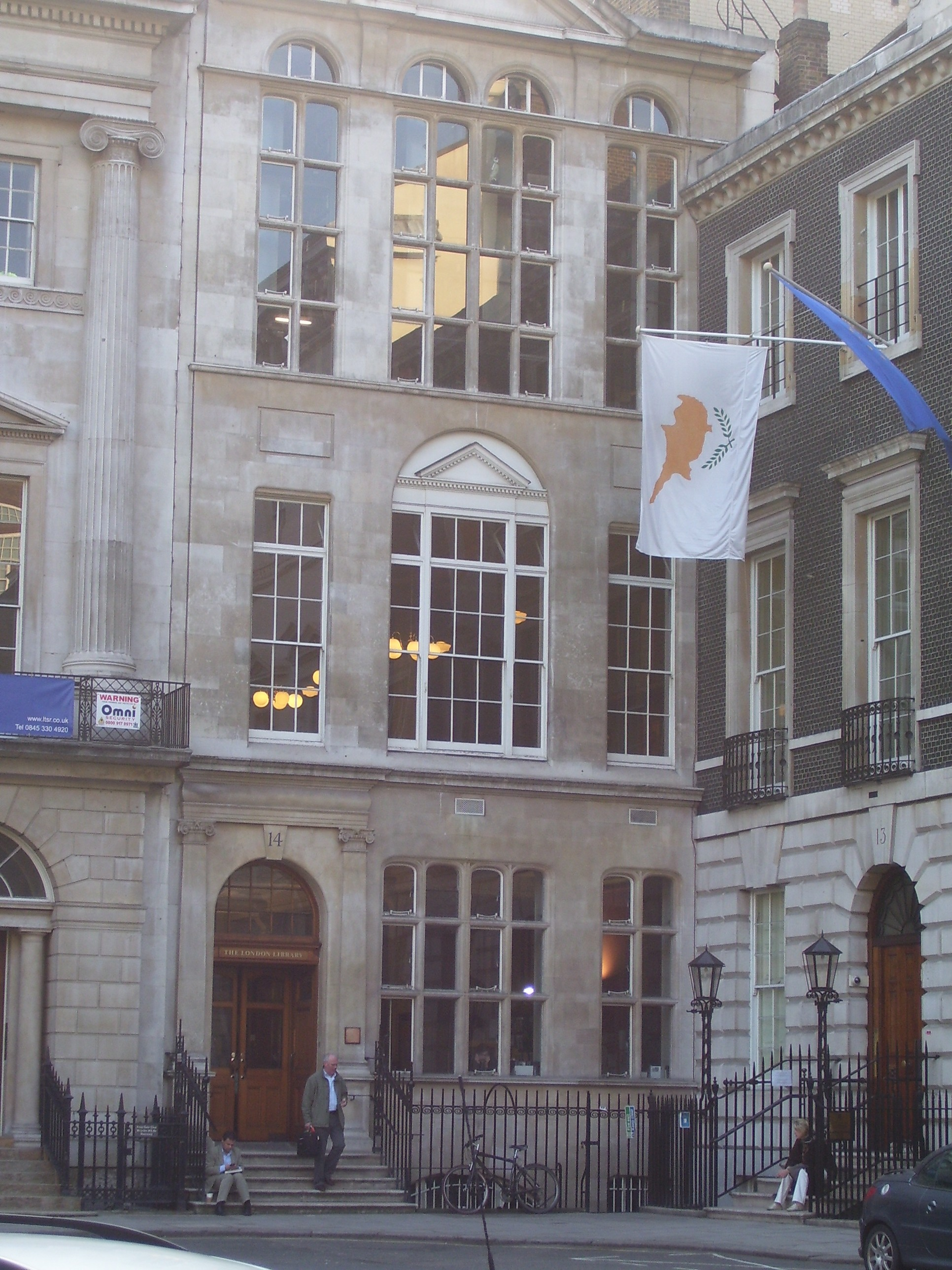
Gebäude der London Library am St. James’s Square

Die London Library ist die weltweit größte unabhängige Leihbibliothek. Sie wurde 1841 von Thomas Carlyle gegründet, der unzufrieden mit den Regeln der British Library war. Um eine der Unzufriedenheiten Carlyles verbessern zu können, hatte er vor, den Bibliotheksmitgliedern das Nutzen der Bücher auch zu Hause zu erlauben.
Die London Library erhält keine staatlichen Mittel, aus diesem Grund erhebt sie hohe Mitgliedsbeiträge (jährlich 445 £, Stand Juni 2012).